# 79 ق هـ
79 ق هـ هي السنة التاسعة والسبعون السابقة للهجرة النبوية، وهي توافق ما بين سنتي 544 و545 حسب التقويم الميلادي، أي أنها بدأت في سنة 544م وانتهت في سنة 545م.